# Jacques Beaudry (essayiste)
Jacques Beaudry est un essayiste et philosophe québécois né en 1955. Docteur en philosophie, il enseigne la littérature à l'Université de Sherbrooke. Il est notamment l'auteur de plusieurs essais sur certains écrivains qui se sont suicidés, comme Hubert Aquin, Saint-Denys Garneau, Claude Gauvreau, Carlo Michelstaedter ou Cesare Pavese.

## Œuvres
- Cesare Pavese : l'homme fatal, Nota bene, 2002, essaiPrix Alphonse-Desjardins 2002
- L'Œil de l'eau : notes sur douze écrivains des Pays-Bas, Liber, 2002, essai
- Hubert Aquin : la course contre la vie, Hurtubise, 2006, essaiFinaliste du Prix de critique littéraire Jean Éthier-Blais de la Fondation Lionel-Groulx
- La Fatigue d'être : Saint-Denys Garneau, Claude Gauvreau, Hubert Aquin, Hurtubise HMH, 2008, essaiPrix Victor-Barbeau 2009
- Le Tombeau de Carlo Michelstaedter, Liber, 2010, essai